# Armigeres obturbans
Armigeres obturbans är en tvåvingeart som först beskrevs av Walker 1859.  Armigeres obturbans ingår i släktet Armigeres och familjen stickmyggor. Inga underarter finns listade i Catalogue of Life.